# Bezirk Gjilan
| Rajoni i Gjilanit (albanisch) Gnjilanski okrug/Гњилански округ (serbisch) | Rajoni i Gjilanit (albanisch) Gnjilanski okrug/Гњилански округ (serbisch) |
| Lage des Bezirks im Kosovo (anklickbare Karte)                            | Lage des Bezirks im Kosovo (anklickbare Karte)                            |
| ------------------------------------------------------------------------- | ------------------------------------------------------------------------- |
| Staat                                                                     | Kosovo                                                                    |
| Fläche                                                                    | 1.126 km²                                                                 |
| Einwohner                                                                 | 181.459                                                                   |
| Bevölkerungsdichte                                                        | 150 km²                                                                   |
| Bezirkshauptstadt                                                         | Gjilan                                                                    |
| Gemeinden                                                                 | 6                                                                         |
| Dörfer                                                                    | 287                                                                       |
| Kfz-Kennzeichen                                                           | 06                                                                        |

Der Bezirk Gjilan (albanisch Rajoni i Gjilanit, serbisch Гњилански округ Gjilanski okrug) ist einer der sieben kosovarischen Bezirke und liegt im Südosten des Kosovo.
Am 17. Februar 2008 hat das Parlament des Kosovo die Unabhängigkeit von Serbien erklärt. Seitdem ist der Status international umstritten.
Für den Bezirk Gjilan gilt die 06 als kosovarisches Kennzeichen. Der Sitz des Bezirks ist Gjilan.

## Gemeinden
Der Bezirk Gjilan beinhaltet sechs Gemeinden und 287 Dörfer.
| Gemeinde      | Verwaltungssitz | Bevölkerung (2011) | Fläche (km²) | Bevölkerungsdichte (km²) | Dörfer |
| ------------- | --------------- | ------------------ | ------------ | ------------------------ | ------ |
| Gjilan        | Gjilan          | 90.015             | 385          | 233.8                    | 54     |
| Vitia         | Vitia           | 46.959             | 278          | 168.9                    | 39     |
| Kamenica      | Kamenica        | 35.600             | 423          | 84.2                     | 58     |
| Ranilug       | Ranilug         | 3.866              | 78           | 49.6                     | 13     |
| Klokot        | Klokot          | 2.556              | 24           | 106.5                    | 4      |
| Parteš        | Parteš          | 1.787              | 18           | 99.3                     | 3      |
| Bezirk Gjilan |                 | 180.783            | 1.206        | 149.9                    | 287    |

### Ethnische Gruppen
Die Tabelle gibt die Anzahl der ethnischen Bewohner aus dem Jahr 2011 an.